# Gábor Hevenesi
Gábor Hevenesi, né le 24 mars 1656 à Miske (Hongrie) et décédé le 11 mars 1715) à Vienne (Autriche), est un prêtre jésuite hongrois, théologien moraliste, historien, et écrivain spirituel. Plusieurs fois supérieur religieux il fut également un conseiller politico-religieux.

## Biographie

### Jeunesse et formation
Né le 24 mars 1656 à Miske d'une famille noble de la Hongrie occidentale (alors sous domination ottomane) le jeune Gábor entre dans la Compagnie de Jésus le 23 octobre 1671 et fait son noviciat à Leoben en Styrie (Autriche). Il étudie la philosophie à Vienne (1674-1677) et la théologie à Graz (1681-1685) où il est ordonné prêtre le 21 avril 1685. Déjà comme étudiant il était responsable d’une 'congrégation mariale'.

### Auprès de la jeunesse
Après son Troisième An à Judenburg (Autriche), il enseigne la philosophie (1686-1690) à Vienne, les controverses (1690-1691) à Graz et la théologie morale (1691-1692) à la faculté de théologie de Vienne dont il est également doyen (1691). Partout son enseignement est brillant et il attire les étudiants. Toujours à Vienne, il est recteur et maître des novices (1692-1703) à Sainte-Anne, recteur du collège (1703-1707), directeur (1707-1710) du séminaire hongrois 'Pazmaneum' et à nouveau recteur du collège.
Doué pour l'administration, et l'éducation de la jeunesse il fut bien accepté pendant son long mandat comme ‘maître des novices’ et encouragea la dévotion à sainte Anne (patronne du noviciat) et à saint François Xavier. Il fit du noviciat un centre de spiritualité pour la ville de Vienne, et y attira toute la population de la ville, de la cour impériale aux gens les plus simples. Plus tard, à Vienne, il s'est également engagé dans la pastorale des jeunes. Lorsqu'il s'installa au collège et dans d'autres maisons de Vienne, il construisit, rénova et embellit des écoles et des églises. Il fit venir le frère artiste Andrea Pozzo de Rome pour orner de fresques l'église du collège.

### Administration et direction spirituelle
Plusieurs fois supérieur religieux (et Provincial des Jésuites de 1711 à 1714) il fit preuve de talents à résoudre d’épineux problèmes financiers. En même temps, il resta un ‘pasteur’ qui se rendait régulièrement au confessionnal pour y entendre les confessions, surtout celles des jeunes.
Il fut directeur spirituel et théologien du cardinal László Kollonitsch, alors que le pays sortait d’une longue domination ottomane (qui avait duré un siècle et demi) et que la vie de l’Église devait être relevée. Kollonitsch et Hevenesi étaient étroitement liés, et ce dernier joua également un rôle important dans l'union des orthodoxes de Transylvanie avec l’Église catholique en 1700.

### Recherches historiques et ‘Collectio Hevenesiana’
Le père Hevenesi occupe également une place particulière dans la recherche historique en Hongrie. Dans un article célèbre (dont il ne reste qu'un seul exemplaire) il invitait à mettre en chantier une collecte systématique des sources historiques hongroises et y indiquait sa méthode de travail. Par l'intermédiaire du cardinal Kollonitsch, président de la Chambre impériale, il réussit à rendre les archives de la Chambre impériale accessibles à sa collection. L'un de ses collaborateurs, le père Márton Cseles, envoyé à la basilique Saint-Pierre de Rome, comme pénitencier hongrois, a pu copier les documents hongrois conservés dans les archives du Saint-Siège. C'est ainsi qu’est née la Collectio Hevenesiana: plus de 100 volumes in quarto, aujourd'hui conservés à la bibliothèque de l'université de Budapest, qui constituent la plus importante collection de sources pour l'histoire hongroise.
Le père Hevenesi est ensuite supérieur provincial des Jésuites d’Autriche (1711-1714) et conseiller privé de l'Empereur Léopold Ier. A la demande du cardinal Peter Pazmany dont il est aussi un proche conseiller il dirige le séminaire hongrois de Vienne de 1708 à sa mort. il fut supérieur de la maison professe, où il mourut un an plus tard, le 11 mars 1715.

## Écrits
En tant qu’auteur ascétique, Gábor Hevenesi eut du succès. Certains de ses livres circulèrent pendant plus de deux siècles et fréquemment traduits. Ses thèmes favoris : le Christ patient, l'Eucharistie, la Vierge Marie et les saints.
Destinés aux novices et aux élèves des collèges jésuites, Gábor Hevenesi écrit de nombreuses « vies de Saints », en particulier de Saints jésuites (Ignace de Loyola, François Xavier, Louis de Gonzague et Stanislas Kostka) dont la valeur hagiographique est cependant nulle. Car leur seul objet est l'édification spirituelle et l’encouragement ascétique des jeunes.
Plus d'une trentaine d'ouvrages lui sont attribués. Une partie d'entre eux sont néanmoins des thèses de ses étudiants en théologie que, selon l'usage de l'époque, il signa. Ses écrits sont de trois types: Philosophie/théologie morale, historiques et spirituels.

### Œuvres de philosophie/théologie morale
- 1686 : Ethica Austriaca e Lemmatis Austriacorum Imperatorum. Ouvrage sur les vertus
- 1690 : Placita philosophica, quaestionibus ethicis, politicis et symbolis illustrata. Un traité philosophique sur la politique.
- 1690 : Philosophia sacra seu Quaestiones philosophicae occasione textuum S. Scripturae deductae. Un traité sur les questions philosophiques suscitées par la lecture de la Bible.

### Ouvrages historiques
- 1692 : Ungaricae Sanctitatis Indicia (Histoire de la sainteté hongroise). Une collection de biographies de saints hongrois ou d'origine hongroise.
- 1689 : Atlas Parvus Hungariae (Atlas de la Hongrie). Plus de 2 600 noms de lieux en Hongrie, avec leur latitude et longitude. Il s'agit d'un important essai de méthodologie cartographique[1].

### Ouvrages ascétiques et spirituels
Les ouvrages qui connurent le plus grand succès et de nombreuses éditions sont :
- Ars bonae mortis.
- Flores Indici.
- Quadragesima sacra.
- 1705 : Scintillae Ignatianae. Aphorismes de saint Ignace de Loyola pour chaque jour de l'année (dans lequel se trouve la célèbre ‘maxime ignacienne’). 44 éditions (jusqu’en 1961)

### La maxime ignatienne
Attribué à saint Ignace de Loyola dans son ‘Scintillae ignatianae’ (de 1705) l’aphorisme suivant est sans doute de Hevenesi lui-même : « Haec prima sit agendorum regula: sic Deo fide quasi rerum successus Omnis a te, nihil a Deo penderet ; Ita tamen iis operam omnem admove quasi tu nihil, Deus omnia solus sit facturus ». Louis Beirnaert en donne la traduction suivante : « Voici la première règle de l'agir : Ainsi fie-toi à Dieu comme si le succès des choses dépendait tout entier de toi, et en rien de Dieu ; Alors pourtant mets-y tout ton labeur comme si Dieu seul allait tout faire, toi rien » .
Perçu comme exprimant admirablement, et en quelques mots, l’agir ignatien selon la spiritualité ignacienne (Simul In actione contemplativus), l’aphorisme, par son aspect dialectique et quelque peu énigmatique, suscita beaucoup de commentaires et fut souvent cité. La foi chrétienne et l’action dans le monde y sont indissolublement liées. Ce n’est pas l’une ou l’autre’ dans la vie du chrétien : les triples dimensions de croyance, confiance et conviction (foi chrétienne) sont inévitablement unies au triple matérialisme du faire, de l'agir et de l'assumer (action)